# Magnus Eriksson

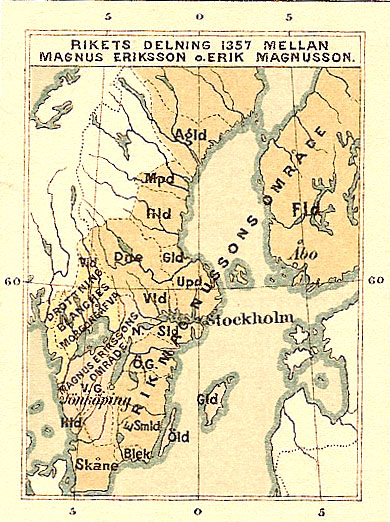
Historisk karta över Magnus Erikssons och Erik Magnussons delning av riket 1357.

Magnus Eriksson, född i april eller maj 1316, död 1 december 1374 (drunkning), var kung av Sverige 1319–1364, kung av Norge 1319–1355 som Magnus VII och kung av Skåne 1332–1360. Han var son till hertig Erik Magnusson och den norska prinsessan Ingeborg Håkansdotter, samt sonson till Magnus Ladulås, och gift 1335 med Blanka av Namur.
Magnus Eriksson är med sina 44 år och 222 dagar den näst längst regerande monarken i Sveriges historia, överträffad enbart av nuvarande kung Carl XVI Gustaf. Han och sonen Håkan (samregent) var de sista svenska kungarna från Bjälboätten (Folkungaätten).

## Förmyndartiden
Magnus Eriksson, sonson till kung Magnus Ladulås, son till hertig Erik Magnusson och Ingeborg, den norske kungen Håkon Magnussons dotter, föddes i april eller maj 1316. Endast tre år gammal hyllades han, efter sin morfar Håkons död, (1319) till kung i Norge och valdes den 8 juli samma år, sedan ett unionsfördrag, Oslotraktaten 1319, blivit upprättat mellan de två rikena, till kung även i Sverige. Det så kallade Frihetsbrevet, som har kallats "Sveriges Magna Charta", upprättas i samband med att han valdes till Sveriges kung 1319, vid mötet i Uppsala 1319.
Till en början hade hans mor, hertiginnan Ingeborg, ett övervägande inflytande på regeringen i de båda rikena. Ingeborg hade varit närvarande i Oslo när unionsfördraget slöts, och i fördraget omnämns hon på ett sätt som kan tolkas som att vissa befogenheter skulle tillfalla henne. Efter Magnus tillträde som kung ingick hon i det svenska riksrådet. Hon hade fått Axvalls slott och län som underhåll och höll hov på Varbergs slott, där hennes son uppfostrades. Hon hade alltså en geografisk maktposition och på Varbergs slott omgav hon sig med Erik Magnussons tidigare medhjälpare, exempelvis den danske befälhavaren Knut Porse och släkten van Kyren från Holstein. Mellan Ingeborg och de övriga i riksrådet uppkom snabbt misstänksamhet och motsättningar. Drotsen Mats Kettilmundsson tvingades att avgå och ersattes med Östergötlands lagman Knut Jonsson. Vid ett rådsmöte i Skara på sommaren 1322 lovade stormännen i riksrådet varandra att lämna gamla tvister från inbördeskriget bakom sig och att ingen skulle ge sig i lag med Ingeborg utan hela rådets samtycke.
För att undvika en dansk inblandning i den svenska politiken försökte riksrådet ha goda förbindelser med den danske kungen Erik Menved. Ingeborg och kretsen kring henne hade istället kontakt med Erik Menveds ovänner i Danmark och slöt förbund med Erik Menveds fiender i Tyskland. Sommaren 1321 ingicks ett fördrag mellan tronföljaren Magnus och Henrik II av Mecklenburg. Fördraget innebar giftermål mellan Magnus yngre syster Eufemia och hertig Albrekt av Mecklenburg samt löfte om ömsesidig hjälp i händelse av anfall från Danmark. I hemlighet kom man också överens om ett militärt anfall mot Skåne. Ett sådant förbereddes 1322 av Knut Porse men planerna rann ut i sanden.
Under åren 1323–1326 lyckades riksrådet inlösa Ingeborgs slott Axevall, Varberg och Hunehals samt tog ifrån henne platsen i riksrådet, vilket leddes av drotsen Knut Jonsson. Detta exempel följdes 1323 av norrmännen, som till riksföreståndare utsåg herr Erling Vidkunsson. Unionen emellan de båda rikena inskränktes därefter enligt unionsfördraget till ett försvarsförbund. Med Republiken Novgorod, till vilket land förhållandet länge varit spänt, ingicks freden i Nöteborg 1323.

## Efter trontillträdet
Magnus blev myndig 1331 eller 1332 och under 1335 utnämner han sin marsk och sin drots. Marsken, Håkan Mattsson är omnämnd som marskalk, på latin haquinum mattesson marskalcum och haquinus mattysson marscalcus, den 28 februari i samband med ett testamente.
Den 18 maj 1335 utnämnde kung Magnus Eriksson Nils Abjörnsson till sin drots, och i ett brev nämns hans riksråd och närmaste män: Knut Jonsson (Aspenäsätten), Knut Magnusson (lagman), Lars Ulfsson (Ama), Gustaf Tunasson (Vingätten), Sune Jonsson (Båt), Greger Magnusson, Gisle Elinesson (Sparre av Aspnäs), Karl Näskonungsson, Ulf Abjörnsson (Sparre), Knut Folkesson, Karl Bengtsson (Örnfot), Karl Tukesson Läma, Anund Sture, Ulf Filipsson (Ulv), Karl Orestesson (Färla), Ulf Gudmarsson (Ulvåsaätten), Harald Karlsson (Stubbe), Tyrgils Klemensson (Färla), Gustav Nilsson (Bielke), Inge Kettilbjörnsson (Gren), Håkan Mattsson den yngre, Peter Jonsson (Bååt), Sigge Magnusson (Håkan Tunessons ätt).
Magnus Eriksson kröntes 1336 i Stockholm.
Skåne och Blekinge var pantlän under greve Johan av Holstein och hans administration där med hjälp av tyska fogdar hade framkallat ett starkt missnöje. En delegation från Skåne, ledda av biskopen i Lund Karl Eriksen, kom till Kalmar 1332 och förklarade att man hellre ville styras från Sverige. Greven inledde förhandlingar med svenskarna och man kom överens att den svenske kungen skulle inlösa panten för 34 000 mark silver. Strax efteråt reste Magnus till Skåne där han i juni 1332 hyllades på tinget i Lund.
Valdemar Atterdag ville efter de inre stridigheterna i Danmark återupprätta Danmarks tidigare inflytande och ville som en del i detta återfå överhögheten över Skåne. För Magnus del hotade förvärvet av Skåne att bli en större tugga än han kunde svälja. Summan på 34 000 mark var för tiden en oerhörd summa och för att få ihop beloppet tvingades kungen låna pengar av kyrkan samt ta lån av stormän i utbyte mot pantlän. 1326 hade kungen pantsatt Kalmar slott och Kalmar län, hela Östergötland, Gästrikland, Fjärdhundraland, Dalarna, Närke och Värmland. Genom att hovet inte längre kunde få inkomster från slottslänen grundlades en allvarlig finanskris som skulle hålla i sig i flera år framöver. Kungen tog också ut extra skatter, däribland tullar vid de skånska fiskelägena samt hårdare krav på gruvindustrin i Bergslagen. I början av 1350-talet utfärdades Magnus Erikssons stadslag som bland annat ville begränsa handeln till städerna för att på så vis kunna ta ut avgifter.
När den danske kungen Valdemar Atterdag sedermera vägrade erkänna kung Magnus äganderätt till Skåne och Magnus, som vänt sig till påven med begäran om bekräftelse på köpet men av denne endast fått undvikande svar, invecklades Magnus, närmast på grund av sin mors panträtt till vissa slott i Danmark, i krig med kung Valdemar. Kalundborgskriget utkämpades 1341-1343 och fred slöts först på hösten 1343 i Varberg. Valdemar blev då tvungen att formellt avsäga sig alla anspråk på Skåne, Blekinge och Halland.
Den 5 september 1343 nämns också i finländska Diplomatarium Fennicum att Konung Magnus sluter fred med Estland och staden Reval..
Den finansiella krisen i riket, orsakat av lånen och panterna, gav upphov till en allt större klyfta mellan kungen och aristokratin. Kungen kritiserade förmyndarstyrelsen för att den skött ekonomin så illa att det inte fanns några pengar kvar vid hans trontillträde. Rikets finanser försämrades också av att det skattebefriade frälset växte när det övertog jord som tidigare betalat skatt till kungen. Ytterligare ett skäl till missnöje var att Magnus 1343–1344 utsett sin äldste son Erik till tronföljare i Sverige och den yngste sonen Håkan till tronföljare i Norge.
I slutet av 1340-talet var Magnus tvungen att förbättra relationerna med aristokratin i riksrådet. Genom en skrivelse från april 1346 som skickades runt hela landet bad kungen om ursäkt för de extra skatterna; sådana skulle i framtiden endast tas ut vid speciella tillfällen och då efter bifall från rikets ständer. En månad senare skänkte kungen och hans hustru Blanka en stor donation till Birgitta Birgersdotter för att få till stånd en klosterstiftelse i Vadstena.
Kung Magnus sammankallade 1347 en nämnd bestående av riddaren herr Ulf Abjörnsson (Sparre av Tofta), lagman i Tiohärads lagsaga, samt väpnarna Algot Bengtsson (Algotssönernas ätt), lagman i Västergötlands lagsaga, och Tyrger, lagman i Värmlands lagsaga. De sammanträdde i början av året i Örebro; men som genast från början ombud för de svenska stiften inlade sin protest mot varje sådan ändring som kunde kränka kyrkans rätt och förbehöll sig, att alla tvistiga frågor skulle hänskjutas till biskoparnas beprövande, synes nämnden ha beslutit sig för
att inte ta någon befattning med kyrkobalken, vilken man i handskrifter av landslagen ofta finner en kyrkobalk som är tagen ur någon landskapslag.
Herr Ulf avled år 1349, men då synes de nya lagarna ännu icke ha blivit färdiga. De var inte »gifna och lysta» den 25 mars 1350.

## Magnus Erikssons korståg

### Magnus Erikssons första korståg mot Novgorod 1348
Våren 1348 sände Magnus Eriksson budbärare till Republiken Novgorods stormän och uppmanade dem att ansluta sig till den katolska läran, gjorde de inte det skulle en stor här invadera Novgorod och tvinga dem att anta katolicismen. Svaret blev att om Magnus Eriksson ville diskutera trosfrågor fick han resa till Konstantinopel, varifrån Novgorods ortodoxa lära kom.
När den svenske kungen fick brevet låg redan hans invasionsflotta redo vid Novgorods gräns. Den 24 juni belägrades Nöteborg och bönderna i trakten tvångsdöptes. De som vägrade halshöggs, eller stacks ihjäl. Det förmögna ledarskiktet i Nöteborg klarade sig genom mutor och borgerskapet lät sig döpas och rakas. Den 6 augusti for kungen och de övriga korstågskrigarna hem, efter att ha kvarlämnat en mindre garnisonsstyrka innanför murarna. Redan under senvintern 1349 belägrade och intog Novgorod den svagt försvarade staden. Utlänningarna dödades eller togs tillfånga och invånarnas skägg fick växa ut igen.

### Magnus Erikssons andra korståg mot Novgorod 1350
I Sverige hade digerdöden slagit ut i full kraft. Att Gud var missnöjd med något trodde man sig förstå. Kungen befallde allmogen att infinna sig barfota i kyrkorna varje fredag med en penning till kyrkan för att finansiera en ny invasion av Novgorod. Genom förhandlingar och hot försökte kung Magnus få Hansan att gå med på en bojkott av Novgorod mot utökad privilegiehandel med Visby och Livland. Därefter (år 1350) gav han sig åter iväg med en svensk styrka, ledd av bland andra riddarna Israel Birgersson, Lars Karlsson (Sparre av Aspnäs), Magnus Gislesson (Sparre av Aspnäs), väpnarna Bengt Algotsson (Bengt Hafridssons ätt) och Sune Håkansson (två nedvända sparrar) (sedan måg till Nils Turesson (Bielke) och fogde över Viborg), mot öster och intog på nytt Nöteborg. Som tidigare lät han tvångsdöpa invånarna och lämnade kvar en trupp soldater. Staden återerövrades strax därefter och soldaterna dödades. Själv flydde kungen och krigsledningen tillbaka till Sverige.

## Uppror mot Magnus Eriksson
1351 hade Magnus Eriksson måst låna av de pengar, som för påvestolens räkning samlades in i Sverige, och då han inte på utsatt tid kunde återbetala dessa, hotades såväl han som hans löftesmän (flera av rikets stora) med bannlysning. Missnöjet ökades genom den gunst Magnus Eriksson visade hertig Bengt Algotsson, som utnämnts till hertig av Finland. Missnöjet över kungens politik fick sitt utbrott i det uppror som inleddes av Magnus Erikssons äldste son, Erik, tillsammans med flera av rikets stormän 1356. Genom denna tvingades hertig Bengt att fly ur landet och Magnus Eriksson måste (1357) till sin son avstå en stor del av riket. Oenigheten emellan dem bröt snart ut igen, och Magnus Eriksson vände sig då till kung Valdemar i Danmark med begäran om hjälp, samt ingick med honom ett fördrag 1359. Emellertid avled kung Erik helt plötsligt (juni 1359), och Magnus Eriksson blev därigenom åter ensam härskare över hela Sverige. Kung Valdemar ansåg sig vara bedragen av Magnus Eriksson samt började ett fälttåg mot Skåne och lyckades, troligen genom förräderi av hertig Albrekt av Mecklenburg, komma i besittning av Helsingborgs slott (1360). Inom kort intogs hela Skåne. År 1361 erövrades Öland med Borgholms slott och Visby plundrades. Magnus Eriksson hade emellertid utsänt flera av sina rådgivare till Tyskland för att sluta förbund med hansestäderna mot kung Valdemar. Ett sådant blev också ingånget, i Greifswald (september 1361), men på för Sverige ytterst hårda villkor, och de svenska sändebuden överskred därvid sina instruktioner. Då Magnus Eriksson därför inte ville ratificera fördraget uppkom oenighet mellan Magnus Eriksson och hans son, kung Håkan Magnusson, och denne lät till och med fängsla sin far (november 1361).
I februari 1362 blev Håkan Magnusson formellt vald till kung även över Sverige; men kort därpå ingicks en förlikning mellan honom och hans far, varefter de förde regeringen över Sverige gemensamt. Det mot Valdemar började kriget ledde inte till något resultat och redan hösten 1362 börjades fredsförhandlingar. På vintern förändrades ställningen helt och hållet genom att Håkan, troligen i förhoppning att därigenom återfå Skåne, gifte sig med Valdemars dotter, Margareta (april 1363). Därigenom bröts den av stormännen på hans vägnar ingångna förlovningen med Elisabet av Holstein. Samtidigt blev även flera av de svenska stormännen drivna i landsflykt. Dessa vände sig då till hertig Albrekt den store av Mecklenburg och erbjöd den svenska kronan åt hans son, Albrekt d.y. I november 1363 ankom denne med en här till Stockholm, hyllades av dess borgare och valdes i februari 1364 vid Mora stenar till kung. Magnus Eriksson och hans son kunde inte göra något verksamt motstånd, så att de redan i juli 1364 av det egentliga Sverige inte innehade mera än Västergötland, Värmland och Dalsland. På våren 1365 sökte de visserligen återtaga det förlorade, men blev slagna i mars 1365 i slaget vid Gataskogen, nära Enköping, där Magnus Eriksson blev tillfångatagen. Han satt därefter fången till 1371 då han vid den till hans förmån företagna resningen frigavs mot en dryg lösesumma.

## De sista åren 1371–1374
Efter sin frigivning från fängelset tillbringade han sin tid ofta tillsammans med sonen kung Håkan och drottning Margareta i Norge. Under år 1372 reste de runt i Håkans rike och utfärdade donationsbrev och höll rättarting. Magnus återtog nu också styrelsen som han tidigare ägt över Island, Tønsberg, Borgarsyssel och Bohuslän. Han befann sig i Bergen på senhösten 1374 där han lånade skeppet Mariabollen av den isländske biskopen Jón skalli Eiríksson av Hólar. Förmodligen ämnade Magnus ta sig till Tønsberg över julen. Den 1 december skedde olyckan nära Lyngholmen i Bömmelfjorden, inte långt från Bergen. När båten i storm löpte fara att förgås hoppade Magnus över bord. Hans betjänter lyckades dra upp honom och hjälpte honom i land där han slutligen gav upp andan. Ytterligare 25 man dog i olyckan.

## Magnus Eriksson som person
Magnus Erikssons regeringstid är minnesvärd för den verksamhet som då utövades på lagstiftningens och rättskipningens områden. Magnus Eriksson utfärdade nämligen en mängd stadgar genom vilka han avlyste träldomen, sökte förebygga våldgästning och övervåld samt närmare bestämde utövandet av den kungliga domsrätten. Till största delen ingick dessa sedermera i den omkring år 1350 utarbetade, för hela landet gällande landslagen, den så kallade Magnus Erikssons landslag och kan betraktas som förarbeten till denna. Otvivelaktigt är vidare att han utfärdat flera andra stadgar, vilka även införlivats i landslagen (se Landskapslagar och Landslag). Om hans verksamhet på rättskipningens område vittnar de inte få ännu i behåll varande domar, som utfärdats av honom eller på hans vägnar.

## Familj
Barn med Blanka av Namur:
- Erik Magnusson (1339–1359), svensk kung
- Håkan Magnusson (1340–1380), svensk och norsk kung
- Tre eller fyra döttrar med okända namn, alla döda unga[14] (några begravda i Ås kloster).

## Eftervärldens bild
Eftervärldens bild av Magnus Eriksson och hans drottning Blanka präglades länge av heliga Birgittas uppenbarelser, samt en pamflett, Libellus de Magno Erici rege, baserad på dessa, som båda framställer kungen som en lastbar och omoralisk person som styr sitt rike som en tyrann – pamfletten hävdar till och med att Magnus skall ha uppmanat Valdemar Atterdag att erövra både Skåne och Gotland. I båda finns dessutom antydningar om att Magnus skall ha haft homosexuella förbindelser, vilket på den tiden ansågs vara vedervärdigt. Öknamnet "Magnus Smek" har dock ingenting med hans påstådda homosexualitet att göra, utan syftar på godtrogenhet. Rimkrönikans hånfulla ord om Magnus lyder: 
| ” | liffde värre an oskäligt Diur ok syndade moot rätta Natuur. | „ |

Moderna historiker är mer osäkra. Alf Åberg skriver 1978
| ” | Forskarna vet ännu för lite om hans insatser för att kunna göra en rättvis värdering av kung Magnus. Men visst är att hans tid var en kulturell guldålder i Sverige. | „ |

### Skönlitteratur
- Magnus Eriksson är huvudperson i Strindbergs Folkungasagan från 1899.